# اچ‌ام‌اس آگوست (۱۷۰۵)
اچ‌ام‌اس آگوست (۱۷۰۵) (به انگلیسی: HMS Auguste (1705)) یک کشتی است.